# Rhys Chatham
Rhys Chatham (New York, 19 septembre 1952 - ) est un compositeur, guitariste et trompettiste américain, dont les domaines d'expérimentation se rapprochent de la musique minimaliste et de l'avant-garde. Il est connu en particulier pour ses "orchestres pour guitares", où il dirige plusieurs dizaines voire centaines de guitaristes. Il habite en France depuis 1987.

## Biographie

### Premières années
Pianiste et flûtiste, Rhys Chatham se voit influencé dès ses débuts par les compositeurs de musique contemporaine, comme Pierre Boulez et Edgard Varèse, ainsi que par les groupes de pop-rock The Velvet Underground, Rolling Stones et The Beatles.
Il commence sa carrière musicale comme accordeur de piano et de clavecin pour deux pionniers de l'avant-garde musicale : La Monte Young et Glenn Gould. Au début des années 1970, il est chanteur dans le groupe de La Monte Young, The Theater of Eternal Music,. Il étudia ensuite avec deux figures du minimalisme à l'époque: Morton Subotnick et Tony Conrad, avec qui il forma un groupe. En 1971 alors qu'il n'avait que 19 ans, Chatham fonda et dirigea pendant un temps le programme musical de The Kitchen à Manhattan. Ses premières compositions comme Two Gongs (1971) s'inspiraient largement du travail de Young et d'autres minimalistes. Mais rapidement, ses œuvres gagnèrent en importance et en amplitude.
Un certain nombre d'artistes comme Maryanne Amacher, Robert Ashley, Philip Glass, Meredith Monk, Pauline Oliveros et Steve Reich participèrent à ses performances et expériences scéniques, de même que des musiciens de rock alternatif comme Brian Eno, Robert Fripp, John Lurie et Fred Frith. Dans les années 1980, Rhys Chatham travailla beaucoup avec les plasticiens Robert Longo et Joseph Nechvatal.

### Influences Rock
À partir de 1977, après avoir assisté à l'un des premiers concerts des Ramones, Chatham et sa musique furent sérieusement influencés par le mouvement punk rock. Il prit part à l'émergence d'un nouveau courant musical baptisé plus tard no wave et qui fut influencé par le minimalisme de Tony Conrad. C'est cette année que Chatham commença à jouer Guitar Trio à Manhattan avec Glenn Branca et Nina Canal (du groupe Ut). Pendant cette période il composa plusieurs œuvres pour des grandes formations de guitares, et notamment Drastic Classicism pour lequel il collabora avec la danseuse Karole Armitage. Les membres d'un groupe de la scène noise rock new-yorkaise, Band of Susans, commencèrent leur carrière dans les formations de Rhys Chatham. Plus tard, en 1991, ils reprirent Guitar Trio sur leur album The Word and the Flesh. De la même manière, certains membres de Sonic Youth, groupe noise rock new-yorkais, débutèrent dans les formations de Glenn Branca aussi bien que de Chatham, bien que leurs relations ne soient pas des plus cordiales.

### Trompette
Chatham commença l'étude de la trompette en 1983, influencé par ses contemporains Ben Neill (en) et Stephen Haynes. Ses travaux plus récents explorent l'improvisation en trompette soliste. C'est lui-même qui joue, en utilisant des effets qu'il a déjà travaillés pour l'amplification de la guitare, sur des rythmes de techno et de drum 'n' bass synthétisés par le compositeur anglais Martin Wheeler. Ces explorations qui datent des années 1990 sont sorties sur la compilation Neon du label Ninja Tune.

## Discographie

### Albums
- Factor X. CD, Moers Music, 1983.

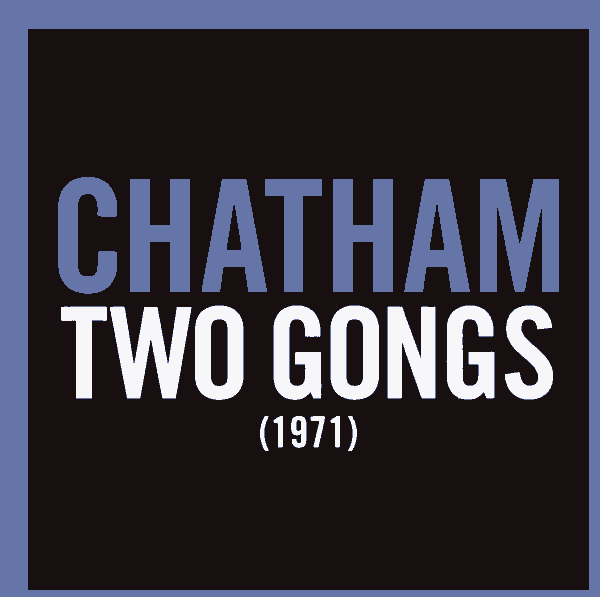
Two Gongs.

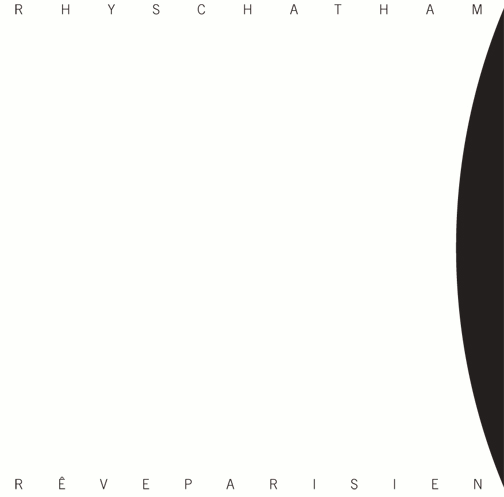
Rêve Parisien.

- Die Donnergötter. CD/LP, Dossier Records ; Table of the Elements, Radium, 2006.
- Neon. CD/LP, Ninja Tune, Ntone, 1996.
- Septile. CD/LP, Ninja Tune, Ntone, 1997.
- Hard Edge. CD, The Wire Editions, 1999.
- A Rhys Chatham Compendium: 1971-1989. CD, Table of the Elements, 2002.
- An Angel Moves Too Fast to See. 3xCD Box, Table of the Elements, 2003.
- Echo Solo. LP, Table of the Elements, Azoth, 2003.
- Three Aspects of the Name. LP, Table of the Elements, Lanthanides, 2004.
- Two Gongs. CD, Table of the Elements, Radium, 2006.
- An Angel Moves Too Fast to See. CD/LP, Table of the Elements, Radium, 2006.
- A Crimson Grail. CD, Table Of The Elements, Radium, 2007.
- The Bern Project. CD, Hinterzimmer Records, 2010.
- A Crimson Grail (For 200 Electric Guitars). CD, New York Version / Outdoor Version, Nonesuch Records, 2010.
- Rêve Parisien. LP, Primary Information, 2011.
- Harmonie Du Soir. LP, CD, Northern-Spy, 2013.

### Apparitions dans des compilations
- From The Kitchen Archives No. 3. Amplified: New Music Meets Rock, 1981-1986. CD, Orange Mountain Music, 2006.
- A Field Guide to Table of the Elements. 2xCD, Table of the Elements, 2006.